# انجمن حسابداران گواهی‌شده مجاز

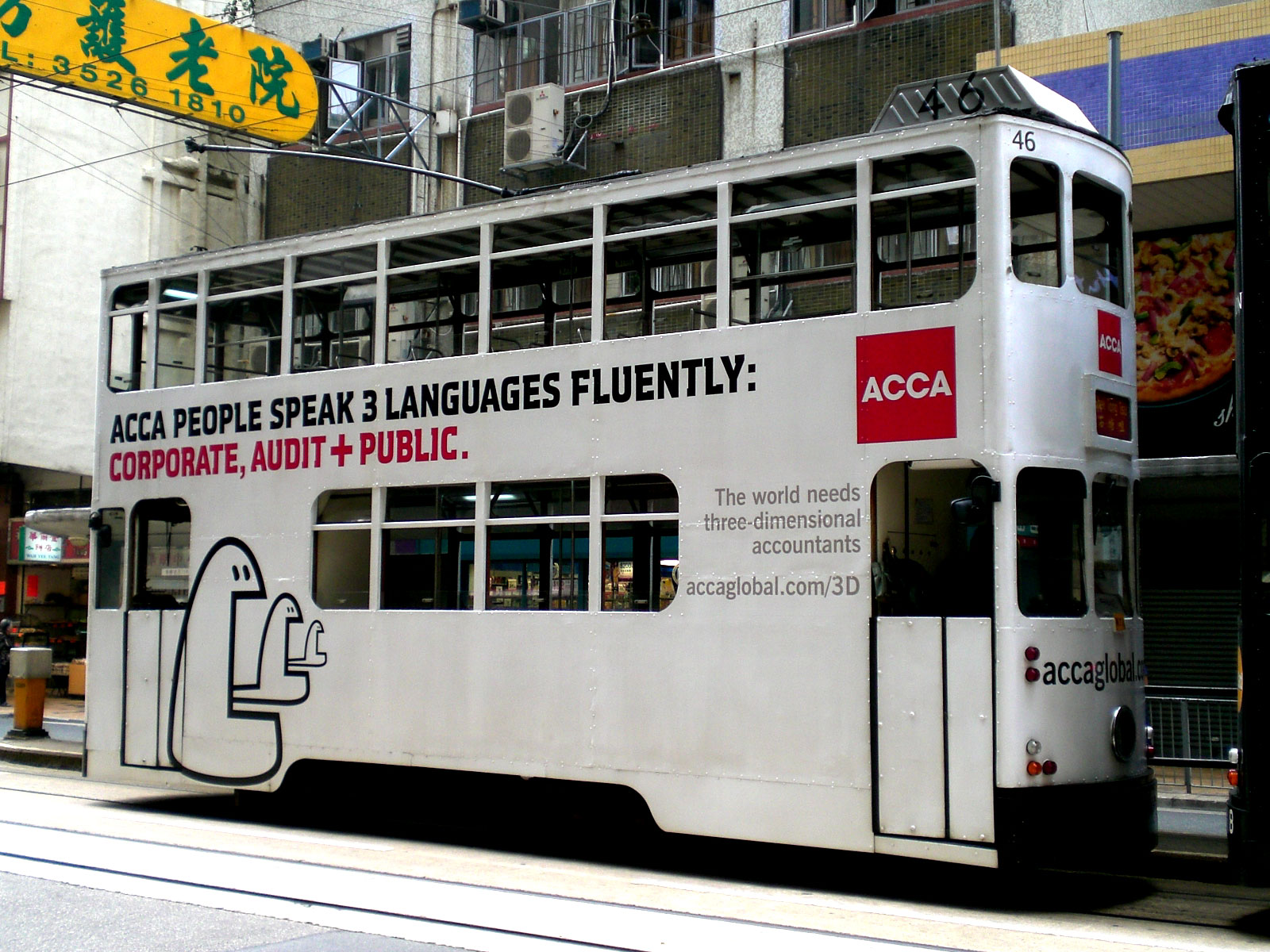
حسابداران گواهی‌شده مجاز به سه زبان به‌طور سلیس حرف می‌زنند: شرکتی، حسابرسی، عادی (معرفی انجمن حسابدارن گواهی‌شده مجاز در هنگ کنگ)

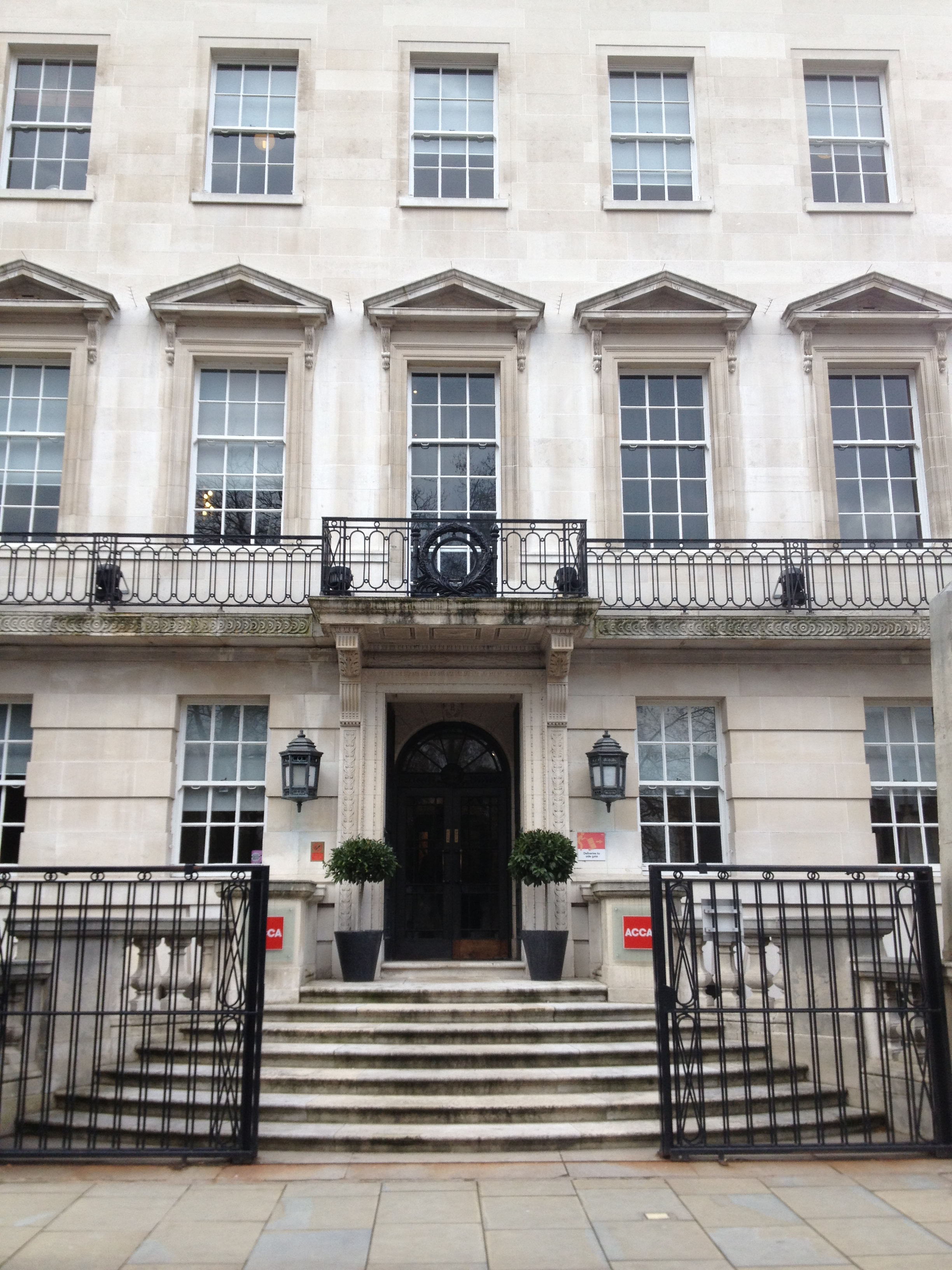
دفتر انجمن حسابدارن رسمی خبره
(29 Lincoln's Inn Fields)

| انجمن حسابداران گواهی‌شده مجاز | انجمن حسابداران گواهی‌شده مجاز    |
| ----------------------------- | -------------------------------- |
|                               |                                  |
| شعار                          | نهاد جهانی برای حسابداران حرفه‌ای |
| بنیان‌گذاری                    | ۱۹۰۴ ،۱۳ نوامبر، لندن، بریتانیا  |
| مقر                           | لندن، بریتانیا                   |
| اعضا                          | بیش از ۱۵۴۰۰۰ تن                 |
| دانشجویان                     | بیش از ۴۳۲۰۰۰ تن                 |
| دامنه                         | ۱۷۰ کشور جهان                    |
| زبان رسمی                     | انگلیسی                          |
| رئیس و دبیرکل                 | Barry Cooper (منبع)              |
| وبگاه رسمی                    | www.accaglobal.com               |

انجمن حسابداران گواهی‌شده مجاز (ACCA) (به انگلیسی: Association of Chartered Certified Accountants) با بیش از ۱۵۴۰۰۰ عضو و بیش از ۴۳۲۰۰۰ دانش‌جو از ۱۷۰ کشور جهان یکی از بزرگ‌ترین و تأثیرگذارترین انجمن‌های حرفه‌ای حسابداری جهان به‌شمار می‌آید. با این که خاست‌گاه اولیه این انجمن بریتانیا است؛ ولی، هم‌اکنون به عنوان یک انجمن حرفه‌ای بین‌المللی حسابداری شناخته می‌شود. این انجمن از تاریخ راه‌اندازی فدراسیون بین‌المللی حسابداران (آیفک) (۷ اکتبر ۱۹۷۷) در آن عضویت دارد؛ و یکی از اعضای بنیان‌گذار فدراسیون حسابداران اروپایی (FEE) نیز است.

## خدمات
فعالیت اصلی این انجمن ارائه خدمات آموزشی و ارائه گواهی‌نامه‌های حرفه‌ای در زمینه حسابداری است. گواهی‌نامه‌ها و مدارک حرفه‌ای متنوع انجمن عبارتند از:
- گواهی‌نامه حسابدار گواهی‌شده مجاز وابسته (ACCA),
- گواهی‌نامه حسابدار گواهی‌شده مجاز پیوسته (FCCA),
- گواهی‌نامه تکنسین گواهی‌شده حسابداری (CAT),
- دیپلم مدیریت مالی (DipFM),
- دیپلم گزارشگری مالی بین‌المللی (DipIFR),
- گواهی‌نامه حسابرسی بین‌المللی (CertIA)، و
- گواهی‌نامه گزارشگری مالی بین‌المللی (CertIFR).

هم‌چنین، انجمن با هم‌کاری دانشگاه آکسفورد بروکز مدرک کارشناسی ارشد مدیریت اجرایی (MBA) (برای حسابداران گواهی‌شده مجاز)، و مدرک کارشناسی حسابداری کاربردی را نیز به دانش‌آموختگان این دوره‌ها اعطا می‌کند.